# Nagy Ernő (vívó)
Nagy Ernő (Facsád, 1898. augusztus 2. – Budapest, 1977. december 8.) olimpiai bajnok vívó.
Az első világháborúban 1916-tól az Császári és Királyi Haditengerészet zászlósaként vett részt. 1919-től folyamőrtisztként a Magyar AC vívója lett. Kard- és tőrvívásban egyaránt versenyzett, de nemzetközi szintű eredményeit kardvívásban érte el. Az 1932. évi nyári olimpiai játékokon tagja volt a Gerevich Aladár, Glykais Gyula, Kabos Endre, Nagy Ernő, Petschauer Attila, Piller György összeállítású, olimpiai bajnoki címet nyert magyar kardcsapatnak. Az aktív sportolástól 1938-ban vonult vissza, ekkor a MAC vívószakosztályának vezetője lett.

## Sporteredményei
- kardvívásban
  - olimpiai bajnok (csapat: 1932)
  - Európa-bajnoki 6. helyezett (egyéni: 1933)
  - hatszoros magyar bajnok (egyéni: 1933 ; csapat: 1931–1934, 1936)
- tőrvívásban 
  - magyar bajnok (csapat: 1934)